# Pat Lowe
Pat Lowe, właśc. Patricia Barbara Lowe po mężu Cropper (ur. 15 września 1943 w Leicesterze) – brytyjska lekkoatletka, sprinterka i biegaczka średniodystansowa, mistrzyni Europy z 1969 i kilkakrotna rekordzistka świata.
Jako reprezentantka Anglii wystąpiła na Igrzyskach Imperium Brytyjskiego i Wspólnoty Brytyjskiej w 1966 w Kingston, zajmując 5. miejsca w biegu na 880 jardów. Startując w barwach Wielkiej Brytanii odpadła w półfinale biegu na 800 metrów na mistrzostwach Europy w 1966 w Budapeszcie.
Na igrzyskach olimpijskich w 1968 w Meksyku zajęła 6. miejsce w finale biegu na 800 metrów.
Zdobyła złoty medal w sztafecie 4 × 400 metrów na mistrzostwach Europy w 1969 w Atenach. Sztafeta brytyjska w składzie: Rosemary Stirling, Lowe, Janet Simpson i Lillian Board ustanowiła wówczas rekord świata rezultatem 3:30,8. Lowe zajęła również 6. miejsce w finale biegu na 800 metrów.
Zajęła 2. miejsce w biegu na 800 metrów na Igrzyskach Brytyjskiej Wspólnoty Narodów w 1970 w Edynburgu, po zaciekłym finiszu, ulegając Rosemary Stirling o 0,03 sekundy i wyprzedzając Cheryl Peasley z Australii o 0,06 sekundy.
Zdobyła srebrny medal w biegu na 800 metrów na mistrzostwach Europy w 1971 w Helsinkach, a w sztafecie 4 × 400 metrów zajęła wraz z koleżankami 4. miejsce.
Na igrzyskach olimpijskich w 1972 w Monachium Lowe odpadła w eliminacjach biegu na 800 metrów. Podobnie odpadła w eliminacjach biegu na 800 metrów na Igrzyskach Brytyjskiej Wspólnoty Narodów w 1974 w Christchurch.
Oprócz rekordu świata w sztafecie 4 × 400 metrów Lowe ustanowiła jeszcze cztery rekordy świata, wszystkie w biegach sztafetowych: w sztafecie 3 × 880 jardów (w składzie: Stirling, Lowe i Pam Piercy, czas 6:25,2 osiągnięty 30 lipca 1967 w Budapeszcie), w sztafecie 3 × 800 metrów (ten sam skład, czas 6:20,0, [28 sierpnia 1967 w Londynie) i dwukrotnie w sztafecie 4 × 800 metrów (do wyniku 8:25,0 w składzie: Stirling, Georgina Craig, Lowe i Sheila Carey 5 września 1970 w Londynie).
Była mistrzynią Wielkiej Brytanii w biegu na 800 metrów w 1969 oraz brązową medalistką na tym dystansie w 1971. W hali była brązową medalistką w biegu na 440 jardów w 1966, na 400 metrów w 1969 i na 660 jardów w 1966.
Wyszła za mąż za Dave’a Croppera, średniodystansowca, dwukrotnego olimpijczyka.